# Alan Franco (argentyński piłkarz)
Alan Javier Franco (ur. 11 października 1996 w Avellanedzie) – argentyński piłkarz występujący na pozycji środkowego obrońcy, reprezentant Argentyny, od 2023 roku zawodnik São Paulo.